# Coptotermes
Genre
Coptotermes est un genre de termites de la famille des Rhinotermitidae.

## Liste des espèces
Selon ITIS (6 avril 2017) :
- Coptotermes crassus Snyder, 1922
- Coptotermes formosanus Shiraki, 1909
- Coptotermes gestroi (Wasmann, 1896)
- Coptotermes testaceus (Linnaeus, 1758)